# Роменські дуби (втрачена)
 Ботанічна пам’ятка природи «Роменські дуби» (втрачена) – об’єкт природно-заповідного фонду, що був оголошений невідомим рішенням Сумського Облвиконкому на землях міста Ромни, Сумська область.

## Характеристика
Площа – 0,02 га.

## Скасування
Рішенням Сумської обласної ради від 25.09.2002 року «Про скасування об'єкта природно-заповідного фонду пам'ятка була скасована.
Скасування статусу відбулось з причини, що обидва дерева сухостійні і втратили верхівки, сам стовбур підгнив та утворив дупла. З огляду на норми ведення зеленого господарства, з метою  забезпечення життя школярів та безпеки лінії газопроводу, дерева підлягали невідкладному знесенню.
Вся інформація про створення об'єкту взята із текстів зазначених у статті рішень обласної ради, що надані Державним управлянням екології та природних ресурсів Сумської  області Всеукраїнській громадській організації «Національний екологічний центр України» ..